# Circonscription de Herbert
La circonscription de Herbert est une circonscription électorale fédérale australienne dans le Queensland. Elle a été créée en 1900 et est l'une des 75 circonscriptions existant lors de la première élection fédérale en 1901. Elle porte le nom de Sir Robert Herbert, qui fut premier ministre du Queensland de 1859 à 1866.
À l'origine, la circonscription englobait la région qui allait de Mackay au détroit de Torrès mais aujourd'hui elle se limite à la ville de Townsville et à ses environs.
Elle est un siège partagé entre Parti travailliste et Parti libéral.

## Représentants
| Nom              | Parti            | Période de mandat |
| ---------------- | ---------------- | ----------------- |
| Fred Bamford     | Travailliste     | 1901–1916         |
| Fred Bamford     | Nationaliste     | 1916–1925         |
| Lewis Nott       | Nationaliste     | 1925–1928         |
| George Martens   | Travailliste     | 1928–1946         |
| William Edmonds  | Travailliste     | 1946–1958         |
| John Murray      | Libéral          | 1958–1961         |
| Ted Harding      | Travailliste     | 1961–1966         |
| Robert Bonnett   | Libéral          | 1966–1977         |
| Arthur Dean      | Libéral          | 1977–1983         |
| Ted Lindsay      | Travailliste     | 1983–1996         |
| Peter Lindsay    | Libéral          | 1996–2010         |
| Ewen Jones       | Libéral national | 2010–2016         |
| Cathy O'Toole    | Travailliste     | 2016-2019         |
| Phillip Thompson | Libéral national | 2019–en cours     |

## Résultats des élections
| Parti                            | Parti                        | Candidat                     | Voix   | %     | ±     |
| -------------------------------- | ---------------------------- | ---------------------------- | ------ | ----- | ----- |
|                                  | Libéral national             | Phillip Thompson (en)        | 43 453 | 47,01 | +9,90 |
|                                  | Travailliste                 | John Ring                    | 19 971 | 21,60 | −3,85 |
|                                  | Verts                        | Scott Humphreys              | 7 596  | 8,22  | +0,91 |
|                                  | KAP                          | Clynton Hawks                | 6 472  | 7,00  | −2,80 |
|                                  | Une nation                   | Diane Pepe                   | 4 874  | 5,27  | −5,82 |
|                                  | Indépendant                  | Angela Egan                  | 2 983  | 3,23  | +3,23 |
|                                  | UAP                          | Greg Dowling (en)            | 2 383  | 2,58  | −3,12 |
|                                  | IMOP                         | Toni McMahon                 | 1 658  | 1,79  | +1,79 |
|                                  | AJP                          | Toni McCormack               | 1 359  | 1,47  | −0,25 |
|                                  | Indépendant                  | Steven Clare                 | 942    | 1,02  | +1,02 |
|                                  | Grand australien             | Larna Ballard                | 749    | 0,81  | +0,81 |
| Total des suffrages exprimés     | Total des suffrages exprimés | Total des suffrages exprimés | 92 440 | 94,23 | +0,13 |
| Votes nuls                       | Votes nuls                   | Votes nuls                   | 5 658  | 5,77  | −0,13 |
| Participation                    | Participation                | Participation                | 98 098 | 85,93 | −4,13 |
| Résultat de préférence bipartite |                              |                              |        |       |       |
|                                  | Libéral national             | Phillip Thompson (en)        | 57 103 | 61,77 | +3,41 |
|                                  | Travailliste                 | John Ring                    | 35 337 | 38,23 | −3,41 |
|                                  | Libéral national retenir     | Libéral national retenir     | Swing  | +3,41 |       |